# Bloodhounds
Bloodhounds (koreanischer Originaltitel: 사냥개들) ist eine südkoreanische Serie, basierend auf dem gleichnamigen Webtoon von Jeong Chan. Die Serie wurde am 9. Juni 2023 weltweit auf Netflix veröffentlicht.

## Handlung
Kim Gun-woo hat eine vielversprechende Karriere als Boxer, doch seine Mutter ist bei dem einflussreichen Kredithai Kim Myeong-gil hoch verschuldet, der für seine gewissenlosen Methoden bekannt ist. Um die Schulden seiner Mutter zu begleichen, beschließt Kim Gun-woo, seine Boxhandschuhe an den Nagel zu hängen und für Choi Tae-ho zu arbeiten. Herr Choi galt einst als Galionsfigur im Kreditgeschäft – bis zu dem Tag, an dem er spurlos verschwand. Inzwischen lebt Herr Choi zurückgezogen im Hintergrund und hilft Menschen in Not, indem er ihnen zinslos Geld leiht. Seine edlen Absichten stoßen jedoch nicht bei allen in der mitunter brutalen Branche auf Gegenliebe, und er gerät ins Visier von Kim Myeong-gil. Kim Gun-woo, sein bester Kumpel Hong Woo-jin und Cha Hyeon-ju, die Herrn Choi sehr nahe steht, arbeiten zusammen, um den Machenschaften von Kim Myeong-gil ein Ende zu setzen. Dabei sehen sie sich nicht nur mit weiteren Strippenziehern und deren Handlangern konfrontiert, die sich an den finanziell Schwachen und Verzweifelten bedienen und Leid über diese Menschen bringen, sondern haben in Kim Myeong-gil auch einen Feind, der mit aller Macht versucht, seinen Platz zu sichern.

## Produktion
Die Serie basiert auf dem gleichnamigen Webtoon. In diesem ist die Figur Cha Hyeon-ju, gespielt von Kim Sae-ron, die dritte Hauptrolle. Im Mai 2022 verursachte Kim einen Unfall, als sie ihr Auto unter Trunkenheit gegen einen Transformator auf einem Bürgersteig fuhr. Aufgrund dieses Skandals musste Kim von einigen Filmprojekten zurücktreten. Auch Regisseur Kim Joo-hwan entschied sich, Kims Bildschirmzeit zu minimieren, damit sich die Zuschauer nicht unbehaglich fühlen. Er engagierte Jung Da-eun für die Rolle der Oh Da-min, die eine ähnliche Rolle einnehmen sollte wie Cha Hyeon-ju und sie quasi ersetzt. Da die Dreharbeiten fast abgeschlossen waren und Kims Rolle sehr wichtig für die Handlung ist, konnte Kim nicht komplett vom Projekt entfernt werden. Letztlich wurde Kim im Vorspann nicht genannt und tauchte auch nicht in den Trailern auf. Sie kommt in den ersten sechs Folgen vor, bevor ihre Rolle verschwindet. In den letzten beiden Folgen 7 und 8 tritt dafür mit Oh Da-min eine neue weibliche Figur auf.
Kim Joo-hwan sagte, er musste die letzten beiden Episoden umschreiben und habe dafür viel Unterstützung von den beiden Hauptdarstellern Woo Do-hwan und Lee Sang-yi erhalten.

## Besetzung und Synchronisation
Die deutschsprachige Synchronisation entstand nach den Dialogbüchern von Eduard Monostori Erreth sowie unter der Dialogregie von Werner Böhnke durch die Synchronfirma Iyuno in Berlin.

### Hauptdarsteller
| Rolle          | Schauspieler    | Synchronsprecher |
| -------------- | --------------- | ---------------- |
| Kim Gun-woo    | Woo Do-hwan     | Oscar Räuker     |
| Hong Woo-jin   | Lee Sang-yi     | Marco Eßer       |
| Kim Myeong-gil | Park Sung-woong | Torsten Münchow  |
| Choi Tae-ho    | Heo Joon-ho     | Werner Böhnke    |

### Nebendarsteller
| Rolle           | Schauspieler    | Synchronsprecher   |
| --------------- | --------------- | ------------------ |
| Cha Hyeon-ju    | Kim Sae-ron     | Valentina Bonalana |
| Oh Da-min       | Jung Da-eun     | Derya Flechtner    |
| Hong Min-beom   | Choi Si-won     | Julian Tennstedt   |
| Kim Jun-min     | Jo Wan-ki       | Rainer Fritzsche   |
| Yoon So-yeon    | Yun Yoo-sun     | Nina Herting       |
| Min Gang-yong   | Choi Young-joon | Tobias Nath        |
| Lee Du-yeong    | Ryu Soo-young   | Fabian Oscar Wien  |
| Hwang Yang-jung | Lee Hae-young   | Peter Flechtner    |
| Kang In-beom    | Tae Won-seok    | Sascha Krüger      |
| Oh In-muk       | Min Kyung-jin   | Michael Noack      |
| Im Jang-do      | Ha Soo-ho       | Sebastian Borucki  |
| Yang Jae-myeong | Bae Je-ki       | Marcel Mann        |
| Moon Gwang-mu   | Park Hoon       | Imme Aldag         |
| Kang Tae-yeong  | Park Ye-ni      | Marie-Isabel Walke |
| Yoon Han-gu     | Lee Yoon-hwan   | Jeremias Koschorz  |
| Kim Jae-min     | Kim Min-jae     | Christian Senger   |
| Min-ji          | Lim Hwa-young   | Carmen Katt        |
| Madam Im        | Park Min-jung   | Julie Bonas        |
| CEO Im          | Park Ji-yeol    | Dennis Sandmann    |
| Mr. Jung        | Hong Joon-young | Marc Bluhm         |

### Gastdarsteller
| Rolle                    | Schauspieler     | Synchronsprecher   |
| ------------------------ | ---------------- | ------------------ |
| Mi-gyeong                | Jung Eui-soon    | Maria Sumner       |
| Seong-tae                | Kwon Oh-chul     | Michael Gugel      |
| Teamleiter Bae           | Hwang Myung-hwan | Sebastian König    |
| Mutter von Mi-yeon       | Jin Mi-sa        | Barbara Ferun      |
| Mr. Park                 | Yoo Ho-han       | Tim Sander         |
| Trainer von Hong Woo-jin | Woo Sang-ki      | Felix Würgler      |
| Boxkampf-Kommentator #1  | Kim Min-kwang    | Lucas Wecker       |
| Boxkampf-Kommentator #2  | Kim Kwang-sun    | Jörg Pintsch       |
| Min Dong                 | Moon Jae-won     | Michael Gugel      |
| Betrunkener              | Lee Joong-ok     | Dirc Simpson       |
| Ringrichter              | Won Chan-hee     | Timo Weisschnur    |
| Jun-gyu                  |                  | Peter Foyse        |
| Dong-uk                  |                  | Daniel Johannes    |
| Ho-jin                   |                  | Mario Klischies    |
| Yoo In-yeong             |                  | Lena Rettinghaus   |
| Lee Yong-gyu             |                  | Sebastian König    |
| Kim Rae-hyeon            |                  | Mirko Böttcher     |
| In-seong                 |                  | Sebastian Achilles |

## Episodenliste
| Nr.                                                                      | Deutscher Titel | Originaltitel |
| ------------------------------------------------------------------------ | --------------- | ------------- |
| 1                                                                        | Folge 1         | 1화           |
| 2                                                                        | Folge 2         | 2화           |
| 3                                                                        | Folge 3         | 3화           |
| 4                                                                        | Folge 4         | 4화           |
| 5                                                                        | Folge 5         | 5화           |
| 6                                                                        | Folge 6         | 6화           |
| 7                                                                        | Folge 7         | 7화           |
| 8                                                                        | Folge 8         | 8화           |
| Am 9. Juni 2023 wurden alle Folgen der Serie bei Netflix veröffentlicht. |                 |               |